# Európa Rádió
Az Európa Rádió két református egyházkerület, a Tiszántúli Református Egyházkerület és a Tiszáninneni Református Egyházkerület közös rádiója. Központja Miskolcon van. A rádió 2001-ben indult Miskolcon, a református egyház 2005-ben vásárolta meg. Több helyen napi négy órás, regionális adást is sugároz, így Debrecenben, Nyíregyházán és Sátoraljaújhelyen is. A rádió továbbá sugároz Mezőkövesd térségében is.
A rádióra missziós eszközként tekint az azt fenntartó két egyházkerület, de műsoruknak hatvan százaléka közszolgálati tartalom, a további tartalmak hitéleti jellegűek. Vasárnaponként istentisztelet közvetítéseket is sugároznak.
Az adó műsorának fő részét a beszélgetések, magazinműsorok, továbbá a hírösszefoglalók alkotják. Zenei kínálatában a református dicséreteken túl keresztyén zenekarok dalai, illetve a hazai könnyűzene képviselői találhatók (Ismerős Arcok, Zorán stb.)
2017.11.07-én a szegedi 87,9 MHz-es adás 17:00-kor megszűnt, helyét a Rádió 1 szegedi adása vette át.

## Frekvenciái
A rádió Észak-Magyarországon terjeszkedik. Mivel határmenti régióban is sugároznak, így Kárpátalja egy kis részén is fogható az adásuk.
- Debrecen – 94,4 MHz
- Miskolc – 90,4 MHz
- Mezőkövesd – 102,1 MHz
- Nyíregyháza – 100,5 MHz
- Sátoraljaújhely – 100,0 MHz

### Korábbi frekvenciák
- Szeged – 87,9 MHz